# The House of Us
The House of Us (우리집?, UrijipLR) è un film del 2019 diretto da Yoon Ga-eun. 
La pellicola, seguito solo ideale del fortunato precedente The World of Us (2016), lungometraggio di esordio della regista, è stata presentata al Far East Film Festival di Udine del 2020, svoltosi online.

## Trama
Hana è una brava bambina di 12 anni che, assieme al fratello Chan di 16, assiste quotidianamente ai litigi dei propri genitori. La madre sembra ossessionata da un lavoro opprimente mentre il padre torna a casa spesso sbronzo.
Hana, eletta migliore alunna della classe, inizia le vacanze estive con propositi che le permettano da un lato di imparare qualcosa, come fare le faccende domestiche e cucinare, e dall'altro alleviare il peso sulla madre che così magari risulterà meno aggressiva nei confronti del padre. Ma la mamma, pur comprendendo la figlia, preferisce che la stessa si dedichi allo studio e comunque non ritiene di aver bisogno di alcun aiuto.
Conosciute casualmente due sorelline, Yoo-mi e Yoo-jin, Hana comincia a frequentarle notando delle similitudini tra le due famiglie.  I genitori delle due piccole sono sempre fuori per lavoro ma la cosa più terribile da sopportare sono i continui traslochi. Infatti, seppur trasferitesi da poco, le due dovranno presto cambiare casa.
Hana organizza una sorta di resistenza passiva, divertendosi con le due piccole, a sabotare le visite dei vari possibili nuovi affittuari. Scoperto che il padre tradisce la madre, ne occulta il cellulare, e poi pianifica quello che secondo lei può essere l'unico modo per salvare la famiglia: organizzare un viaggio insieme.
Si spende in tutti i modi per questa cosa, riuscendo alla fine a convincere i riluttanti genitori. Alla vigilia della partenza però, piacevolmente sorpresa per come i genitori stiano parlando con calma e serenità, ne origlia la conversazione, capendo che i due sono già d'accordo per divorziare e che, al termine di questo "ultimo viaggio insieme" daranno la notizia ai figli.
Invece di partire, la mattina seguente scappa dalle due amichette che convince a intraprendere un viaggio per andare a trovare i genitori delle stesse sul loro posto di lavoro, così da convincerli a non trasferirsi di nuovo. Il piano non va a buon fine perché nell'intricata rete dei mezzi pubblici le tre bambine si perdono, trovando però fortunosamente un comodo giaciglio per la notte.
Di ritorno a casa, Hana non vi trova nessuno e allora si mette a cucinare preparando un pranzo per tutta la famiglia. Quando i suoi ritornano sono infuriati, avendo fatto ricorso persino alla polizia per ritrovarla. Ma lei tranquillizza tutti e li invita a sedersi e a consumare il pranzo da lei preparato. Prima di un viaggio occorre aver fatto un buon pasto.

## Accoglienza

### Incassi
In Corea del Sud, il lungometraggio ebbe un buon riscontro alla sua uscita nell'agosto 2019.